# Metalimnophila protea
Metalimnophila protea är en tvåvingeart som beskrevs av Alexander 1926. Metalimnophila protea ingår i släktet Metalimnophila och familjen småharkrankar. Inga underarter finns listade i Catalogue of Life.